# 威尼斯 (伊利諾伊州)
威尼斯（英語：Venice）是一個位於美國伊利諾伊州麥迪遜縣的城市。

## 地理
威尼斯的座標為38°40′26″N 90°10′04″W / 38.67389°N 90.16778°W，而該地的平均海拔高度為126米（即413英尺）。

## 人口
根據2010年美國人口普查的數據，威尼斯的面積為4.72平方千米，當中陸地面積為4.72平方千米，而水域面積為0.00平方千米。當地共有人口1890人，而人口密度為每平方千米400.42人。